# Premia (Piemont)
Premia ist eine italienische Gemeinde im Valle Antigorio in der Provinz Verbano-Cusio-Ossola (VB) in der Region Piemont.

## Lage und Einwohner
Premia liegt 62 km nordwestlich von der Provinzhauptstadt Verbania und 22 km nördlich von Domodossola, dem Hauptort des Ossolatals, entfernt. Das Gemeindegebiet umfasst eine Fläche von 88,90 km² und hat 550 Einwohner (Stand am 31. Dezember 2023). Zu Premia gehören die Fraktionen Albogno, Altoggio, Cadarese, Case Cini, Case Francoli, Cagiogno, Chioso, Crego, Cresta, Cristo, Passo, Piazza, Piedilago, Pioda, Rivasco, Rozzaro, Sagiago, Salecchio Inferiore, Salecchio Superiore, San Rocco und Uriezzo. Teilweise auf ihrem Gemeindegebiet liegen die Schluchten von Uriezzo.
Die Nachbargemeinden sind Baceno, Crodo, Formazza und Montecrestese.

### Bevölkerungsentwicklung

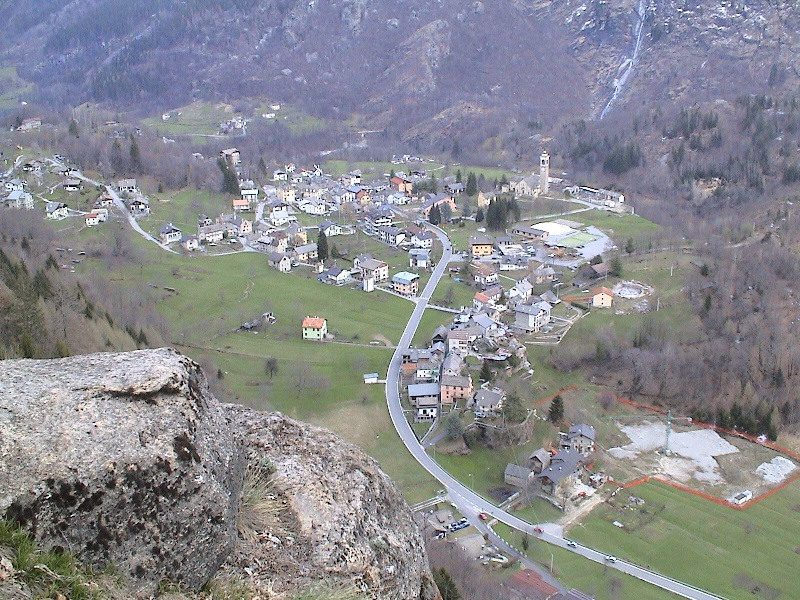
Premia

## Geschichte
Der Ortsname scheint die weibliche Version des Personennamens „Primia“ darzustellen. Der Hinweis auf „Premme“, also das Wasser, das aus den Wänden oder dem Boden austritt, erscheint dann unglaubwürdig. Einigen zufolge könnte es seinen Ursprung jedoch auch auf die lateinische Basis PROEDIUM haben, was „rustikales Land, Bauernhof“ bedeutet. Der Überlieferung nach gab es in der Antike zwischen Piota und Rozzaro einen Ort namens „Premia“, der offenbar durch einen Erdrutsch verschüttet wurde. Dieser Ort, an dem Gräber aus Augusteischer Zeit und eine Handmühle aus vorrömischer Zeit gefunden wurden, wird noch immer „Prem“ genannt. Es war ein alter Sitz der Familie De Rodis, im Mittelalter Herrscher des oberen Teils von Ossola, die dieses Gebiet vom 13. Jahrhundert bis 1546 beherrschte.
Mit einem Diplom von Otto IV. vom 25. Mai 1210 wurde der Gründer Guido I. De Rodis erhielt die Lehen der deutsch-vallesischen Kolonien Formazza, Salecchio, Ausone, Cologno und Costa. Die Gründung des Hospizes San Bernardo im 13. Jahrhundert geht auf De Rodis zurück, eine karitative und religiöse Einrichtung, von der nur noch die Kirche San Bernardo von dem riesigen Komplex übrig ist. Archäologische Funde belegen, dass es in der Gegend seit den frühen Jahren der christlichen Ära menschliche Siedlungen gab, die wahrscheinlich aus lepontischen Bevölkerungsgruppen bestanden.
Wie viele andere Berggemeinden hat auch Premia unter einer Entvölkerung gelitten, die von 1921 bis heute zu einer mehr als halbierten Wohnbevölkerung geführt hat. Im Jahr 1928 wurden die bereits autonomen Walsergemeinden Salecchio und Agaro gemäß dem königlichen Erlass Nr. 2130 vom 6. September 1928 zu Premia zusammengefasst, der am 16. Oktober in Kraft trat. Am 7. Mai 1929 erhielt es den Weiler Crego, der bis dahin zum Gebiet von Crodo gehörte, und 1937 überließ Premia als Entschädigung einen Teil seines Territoriums an Crodo selbst.

### Ehemalige Walsersiedlungen
Der am Berghang liegende, heute nicht mehr ganzjährig bewohnte Ortsteil Salecchio (deutsch Saley) mit den Häusergruppen Salecchio Inferiore (Untersaley), Salecchio Superiore (Obersaley) und Casa Francoli (Francohüs) ist eine Walsersiedlung. Die hier gesprochene höchstalemannische Mundart, das Saleydeutsch als ein spezieller Dialekt des Walserdeutschen, ist praktisch ausgestorben, findet sich aber sowohl im Sprachatlas der deutschen Schweiz, in einer Publikation des Phonogrammarchivs der Universität Zürich und in einer Dissertation von Gertrud Frei dokumentiert.
Zu Premia gehört heute auch das Gebiet der 1929 aufgehobenen walserdeutschen Gemeinde Agaro (deutsch Áger) (1561 m). Deren gleichnamige Hauptsiedlung und die Häusergruppe Margone wurden 1938 überstaut (Lago di Agaro). Ebenfalls im 20. Jahrhundert aufgelassen wurde der Weiler Ausone (deutsch Opsu, 1463 m). Wie Salecchio waren auch Agaro und Ausone bis in die jüngere Vergangenheit deutschsprachige Walsersiedlungen; dokumentiert wurde die Mundart ebenfalls durch das Phonogrammarchiv Zürich. Die Bevölkerung von Agaro verbrachte die Wintermonate zum Teil in kleinen Weilern am sonnigen Südhang über der Gemeinde Baceno wie Cologno, Costa und Pioda Calva.

Bildgalerie
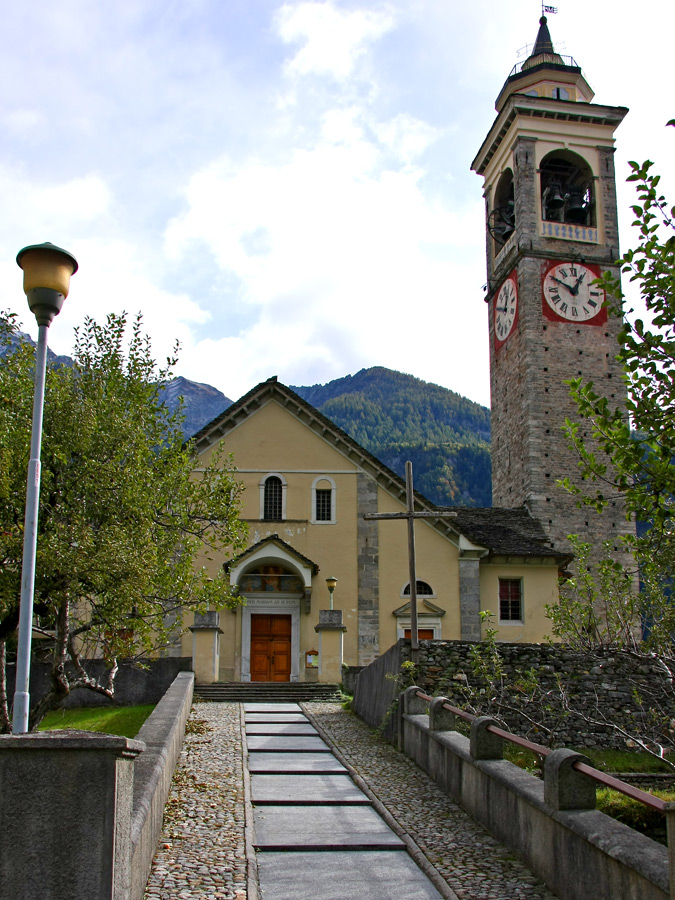
Pfarrkirche San Michele
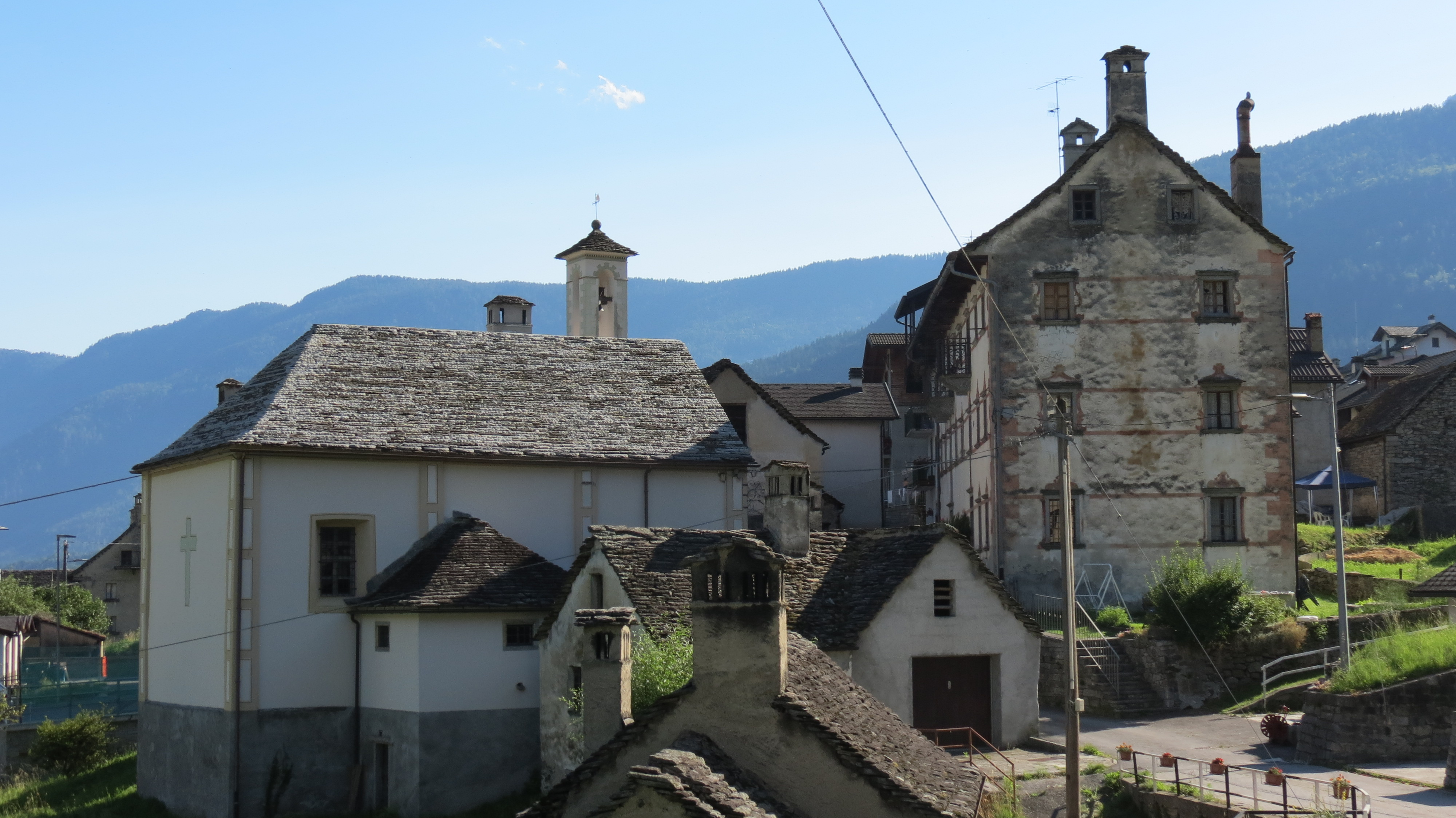
Ortspartie in Pioda
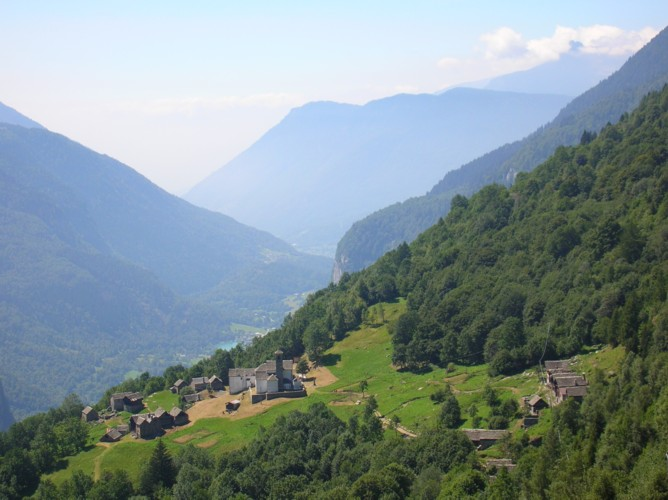
Salecchio Superiore
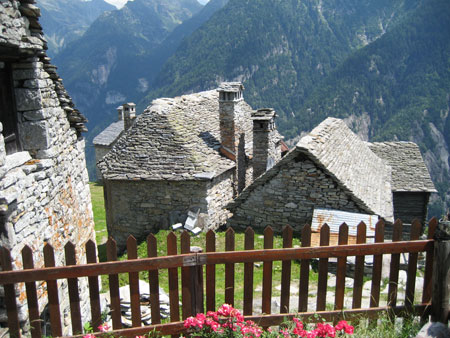
Bauernhäuser in Salecchio
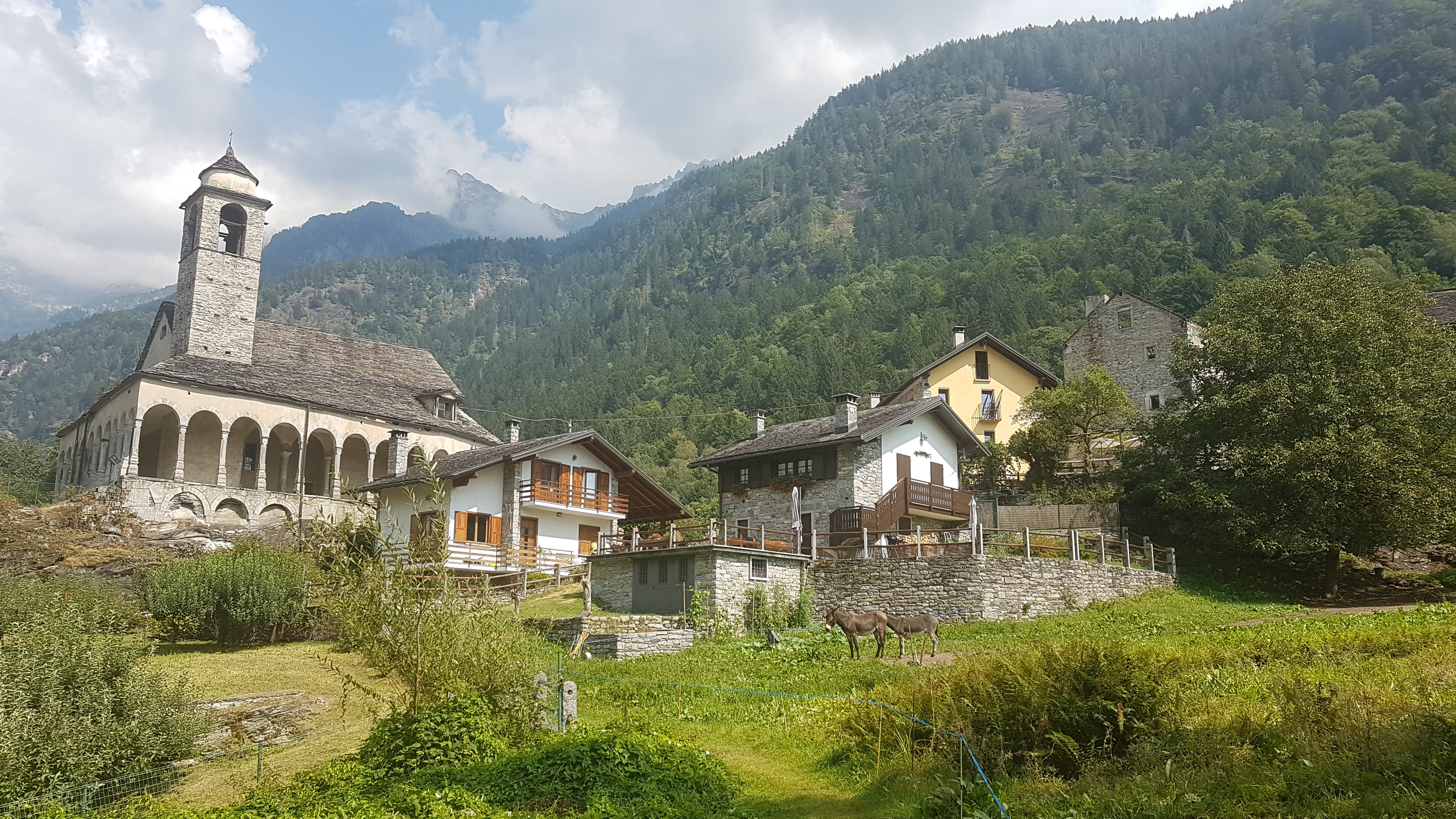
Fraktion Crego
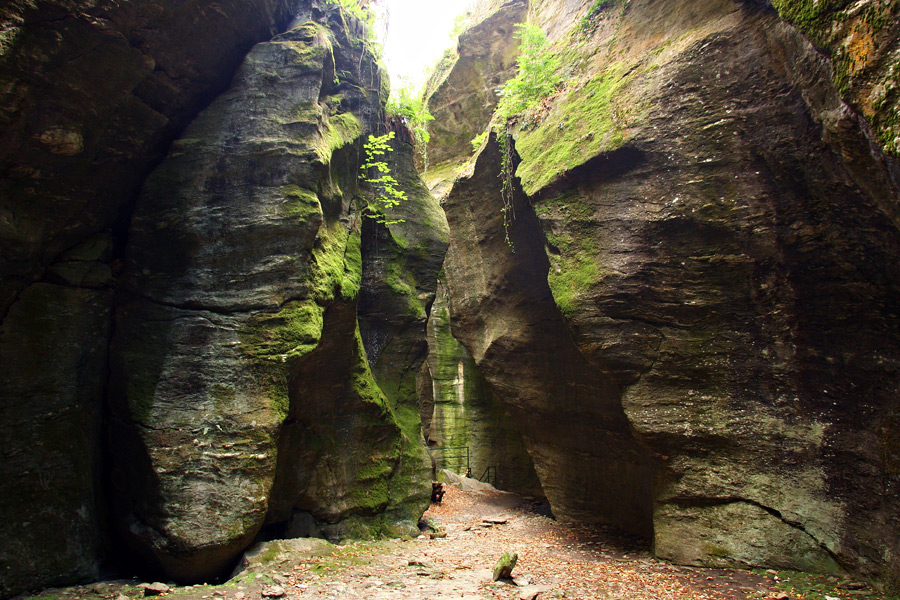
Orridi, Schluchten von Uriezzo
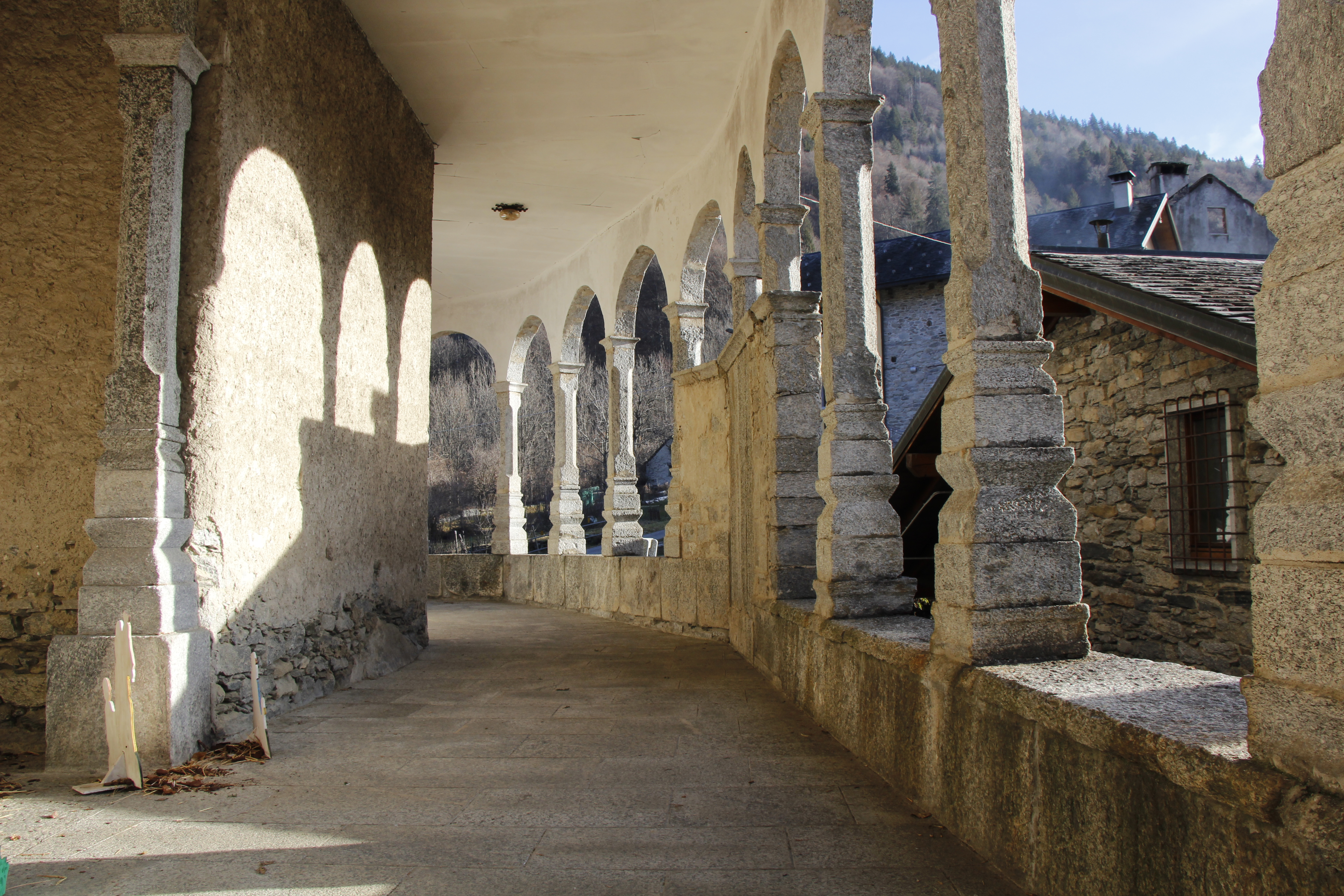
Säulengang Kirche Don Lorenzo Dresco, Crego

## Sehenswürdigkeiten
- Die dreischiffige Pfarrkirche San Michele befindet sich in erhöhter Lage über dem Dorf und wird über eine breite Treppe erreicht. Sie wurde in der ersten Hälfte des 17. Jahrhunderts nach dem Plan einer Kapelle erbaut, die 1250 von Guido II. de Rodis errichtet worden war. Der Hauptaltar ist aus geschnitztem und vergoldetem Holz; wertvolle Fresken mit Mitgliedern der Familie De Rodis sowie das Gemälde Sant’Antonio Abate e Santi Sebastiano e Rocco finden sich im Presbyterium, beides aus dem 16. Jahrhundert.
- Das Oratorium sowie das Hospiz Sankt Bernhard, von dem nur noch Überreste bestehen, wurden im 13. Jahrhundert von den Herren De Rodis gegründet. Das Oratorium San Bernardo (mit Änderungen von 1598 und 1700) liegt an der alten Handelsroute, die das Ossolatal mit der Schweiz über den Griespass verband. Auf der Rückseite des Gebäudes befinden sich die Reste eines Freskos aus dem 14. Jahrhundert.
- Das Heiligtum von Don Lorenzo Dresco im Ortsteil Crego wurde zwischen 1852 und 1878 vom «Steinmetz-Priester» Dresco gebaut und enthält ein Peristyl mit 48 quadratischen Säulen aus bearbeitetem Stein. Die Altäre sind der Unbefleckten Empfängnis, der Mater Dolorosa und Unserer Lieben Frau auf dem Berge Karmel geweiht.[8]
- Der mittelalterliche Turm im Ortsteil Christo besteht aus vier Stockwerken. Er diente als Signalturm und wurde – wie zahlreiche andere Bauten in der Umgebung – auf Befehl des Herzogs von Mailand errichtet.
- La Ghiacciaia oder Nevéra ist ein zylinderförmiger Bau und diente zur Kühlung von Lebensmitteln. Das Gebäude ist einzigartig im Tal. Das Dach ist gewölbt, die Wände sind etwa einen Meter dick, die Tiefe beträgt 8,45 Meter. Der Schnee wurde verdichtet und in das Gebäude gebracht, um den Bau auch im Sommer kalt zu halten.
- Das inzwischen nur noch als Feriensiedlung bewohnte Salecchio oder (deutsch) Saley wurde im 13. Jahrhundert von Siedlern aus dem Schweizer Kanton Wallis gegründet. Die für die Walser typische Holzbauweise charakterisiert das Dorf bis heute. In Salecchio Inferiore steht die Kirche Maria Assunta, die 1727 mit dem umliegenden Friedhof gegründet wurde.
- Die Kletterhalle Balma Fregia verfügt über mehrere Schwierigkeitsgrade.
- Das Mineralogische Museum beherbergt 3333 Objekte aus der Sammlung von Don Giovanni Bonomo sowie solche aus weiteren Sammlungen in der Region. Unter den Mineralien befinden sich einige prächtige Exemplare von Asbecasit, Cafarsit, Kernovit, Agardit, Gasparit, Cervandonit, Fetiasit und Titanit.

## Thermalbad
Die heiße Wasserquelle von Premia findet sich erstmals in einer 1556 von Papst Paul IV. ausgestellten Bulle bezeugt, in welcher die südliche Grenze der Pfarrgemeinde San Rocco di Premia mit Heißwasserfluss definiert wird. Im Rahmen von Untersuchungen im Zusammenhang mit der Planung eines Wasserkraftwerks wurde das Wasser gefasst und seine physikalischen und chemischen Eigenschaften analysiert. Es ist bakteriologisch rein, fließt bei einer Temperatur von 42,5 °C, hat einen pH-Wert von 7,67 und einen festen Rückstand bei 180 °C von 1414 mg/l und wird als «hyperthermales Wasser, Kalziumsulfat und mineralreich» eingestuft. Es ist ein Kalziumsulfatwasser, das bei der chronisch entzündlichen Erkrankung der ersten Atemwege sowohl für seine verflüssigende Wirkung auf das Sekret als auch für die Erhöhung der Ziliar- und Reinigungsaktivität der Schleimhäute besondere Indikationen findet.

## Persönlichkeiten
- Pietro de’ Pietri (* 1663 in Premia; † 1708, 1716 oder 1721) war ein italienischer Maler des späten Barock und hauptsächlich in Rom tätig.
- Carlo Calcaterra (* Premia, 21. November 1884 – Santa Maria Maggiore, † 25. September 1952) war ein italienischer Literaturkritiker, Professor an der Katholischen Universität des Heiligen Herzens von Mailand und an der Universität Bologna.